# 段興智
段興智（？—1260年）是大理國末代君主天定賢王，於亡國以後被蒙古征服者重新封為大理總督。

## 生平
道隆13年（1251年），大理皇帝段祥興去世，段興智即位，改元天定。次年（1252年），忽必烈率蒙古兵10萬攻打大理國，兵至麗江。12月，相國高泰祥殺死勸降的蒙古使者，拒絶投降，懸屍於樹上，以示抗爭到底。高泰祥守金沙江，與蒙古將伯顏不花、虎兒敦等對峙。天定3年（1253年），在麗江土司的幫助下，蒙古兵乘坐革囊和皮筏渡過金沙江，連陷鶴慶、劍川等地，高泰祥被迫回軍。大理城破，高泰祥戰敗被殺，段興智逃亡鄯闡滇池地区。忽必烈率部北還，留兀良哈台留镇云南，繼續攻擊大理國。兀良合台继续东进，于是合剌章水城（在今禄劝县）、罗部府（今罗次）均被蒙古攻取。翌年，兀良哈台攻下鄯闡（押赤城，今昆明），在昆澤（今宜良縣）俘獲段興智，大理國滅亡。所属五城、八府、四郡及三十七部被蒙古占领。蒙哥汗3年（1255年），段興智、叔父段福跟隨兀良哈台前去覲見蒙哥汗，蒙哥汗賜之金符，同兀良哈台、宣撫使劉時中一起安撫大理。翌年，向蒙哥獻大理地圖，陳奏治民立賦之法，被封為「摩訶羅嵯」（Maharaja 大君），主諸蠻白爨等部。後與信苴福一起率爨僰軍隊（寸白軍，以白族為主的大理軍）二万为前锋，攻打不服從蒙古的諸部，又隨兀良哈台從征安南。蒙哥汗5年（1257年）被封為中慶路八府總管（大理總管），即大理第一代总管，此職後由段氏世襲。中統元年（1260年），與信苴福一起去朝見忽必烈，卒於道，弟段实（信苴日）嗣位。忽必烈遣使致祭。